# Gianguido D'Alberto
Gianguido D'Alberto (Cosenza, 31 marzo 1977) è un politico italiano, sindaco di Teramo dal 28 giugno 2018.

## Biografia
Dopo aver conseguito il diploma di liceo classico nel 1996, nel 2002 si laurea in giurisprudenza presso l'Università degli Studi di Teramo con una tesi sulla giustizia costituzionale. Nell'anno successivo vince due concorsi per l'accesso al dottorato di ricerca, dapprima in tutela dei diritti fondamentali e poi in diritto costituzionale e diritto costituzionale europeo. Nel 2008 ottiene un dottorato di ricerca in quest'ultima materia.
Nel 2010 lavora presso il consiglio regionale dell'Abruzzo nel ruolo di funzionario esperto per l'assistenza tecnico-giuridica e legislativa.
Dal 2006 al 2008 ha insegnato diritto ed economia all'istituto paritario Il Nazareno, sempre a Teramo.
Nel 2018 si candida come sindaco di Teramo per le elezioni amministrative, sostenuto da una coalizione di centro-sinistra, vincendo al ballottaggio del 24 giugno con il 53,26% dei voti contro il candidato per il centro-destra Giandonato Morra. Viene rieletto al primo turno alle comunali del 2023 con il 54,5% delle preferenze, battendo lo sfidante di centro-destra Carlo Antonetti.